# Nové Košariská
Koordinaten: 48° 5′ N, 17° 15′ O
Nové Košariská (slowakisch und deutsch bis 1945 Mischdorf, ungarisch Misérd) ist ein Ort in der Slowakei.
Er wurde 1974 zusammen mit Nachbargemeinden zur Gemeinde Dunajská Lužná zusammengeschlossen.
Bis zur Vertreibung war die Bevölkerung im Ort großteils deutschsprachig, nach 1945 siedelten sich hier Slowaken aus der Gegend um die Gemeinde Košariská an, der heutige Name nimmt Bezug auf deren Herkunft.